# Lienella mimatoria
Lienella mimatoria är en stekelart som beskrevs av André Seyrig 1952. Lienella mimatoria ingår i släktet Lienella och familjen brokparasitsteklar. Inga underarter finns listade i Catalogue of Life.